# Ramariopsis luteotenerrima
Ramariopsis luteotenerrima är en svampart som först beskrevs av Overeem, och fick sitt nu gällande namn av R.H. Petersen 1988. Ramariopsis luteotenerrima ingår i släktet Ramariopsis och familjen fingersvampar.   Inga underarter finns listade i Catalogue of Life.